# Łukino (rejon bałachniński)
Łukino (ros. Лукино) – osiedle typu miejskiego w Rosji, w obwodzie niżnonowogrodzkim, w rejonie bałachnińskim. W 2021 liczyło 3484 mieszkańców.